# 穆西納 (林波波省)

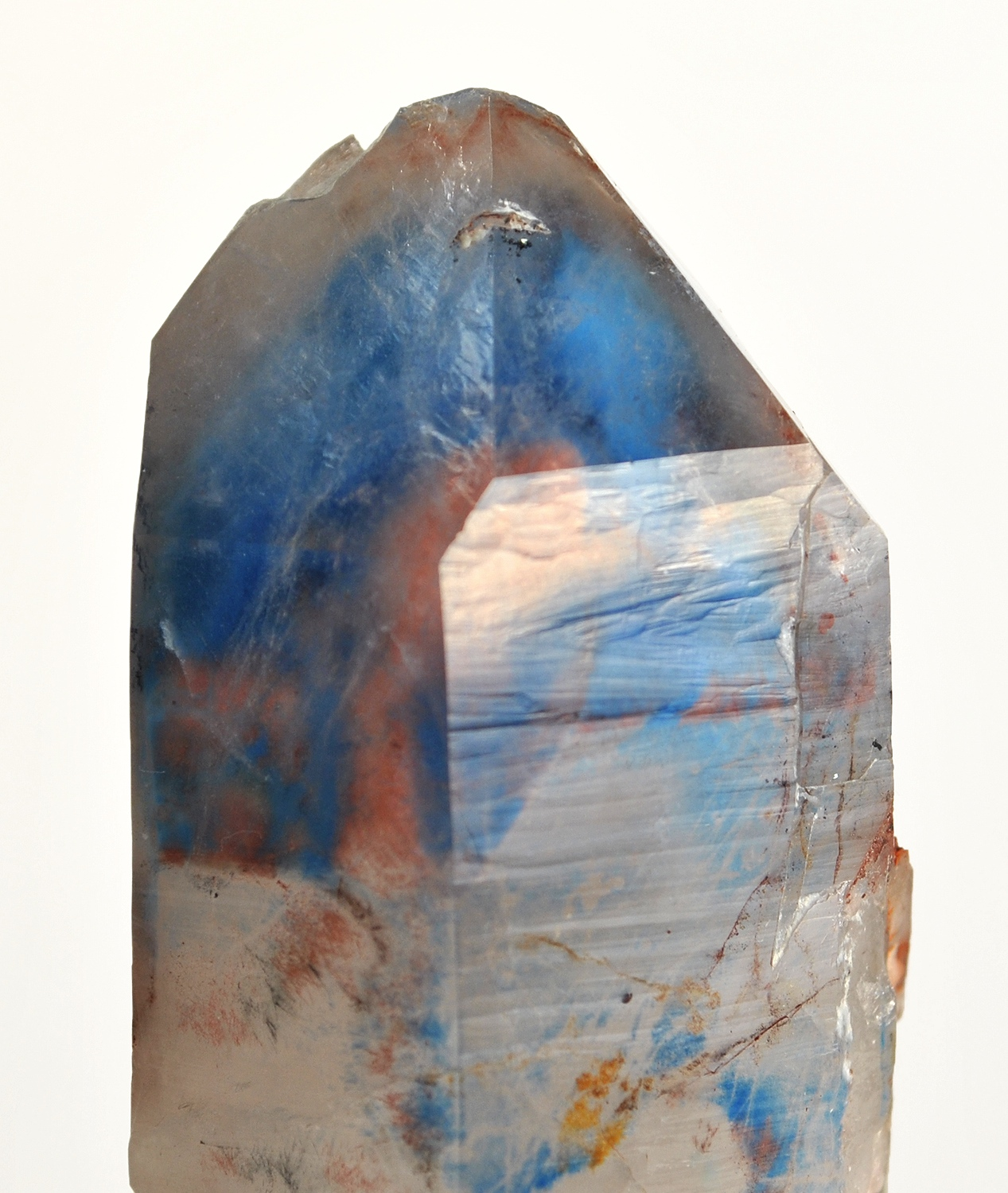

穆西納是南非的城鎮，位於該國東北部，由林波波省負責管轄，始建於1968年，面積13.91平方公里，主要經濟活動是採礦業，2001年人口10,556，人口密度每平方公里760人。